# Plauener SuBC
Plauener SuBC was een Duitse voetbalclub uit Plauen. De club werd opgericht in 1919 en werd na de Tweede Wereldoorlog ontbonden.

## Geschiedenis
De club werd opgericht als Plauener BC 05 in 1905. In 1909 werd de club kampioen in de tweede klasse van de Vogtlandse competitie en speelde een promotiewedstrijd tegen de laatste van de eerste klasse, FC Britannia 1904 Plauen. Britannia won, maar later besliste de bond om de competitie met één team uit te breiden waardoor de club alsnog promoveerde. De club was geen hoogvlieger en eindigde meestal onderaan de rangschikking.
In 1919 fuseerde de club met het succesvollere FC Apelles Plauen en nam zo de naam Plauener SuBC aan. Na de oorlog werd de competitie van Vogtland samen met twee andere competities verenigd tot de Kreisliga Westsachsen. Stadsrivaal Konkordia domineerde de competitie en SuBc moest genoegen nemen met ereplaatsen. Na 1923 werd de Kreisliga ontbonden en werden de vooroorlogse competities in ere hersteld en de club ging in de Gauliga Vogtland spelen.
De club doorbrak nu de hegemonie van Konkordia en werd in 1924  kampioen en plaatste zich zo voor de eindronde. In de tweede ronde werd de club door Brandenburg Dresden verslagen. Ook het volgende seizoen plaatste de club zich voor de eindronde en werd in de eerste ronde door SpVgg Falkenstein verslagen.
Nadat Konkordia een jaar de titel won werd SuBC opnieuw kampioen in 1927. De club bereikte de kwartfinale waarin ze verloren van VfB Leipzig. Ook het volgende seizoen bereikte de club de kwartfinale, waarin ze van Wacker Gera verloren. In 1929 versloeg Dresdner SC de club met 5-0 in de tweede ronde.
In 1932 won de club de beker van Midden-Duitsland tegen Wacker Halle en was daarmee rechtstreeks geplaatst voor de eindronde om de Duitse landstitel. In de eerste ronde verloor de club van FC Schalke 04 met 5-4 na verlengingen.
Na 1933 werd de competitie grondig geherstructureerd. De Midden-Duitse bond werd ontbonden en de vele competities vervangen door de Gauliga Sachsen en Gauliga Mitte. Uit de Gauliga Vogtland kwalificeerden zich drie teams. SuBc was slechts vierde en zou de kwalificatie missen, maar kreeg uiteindelijk de voorkeur op stadsrivaal VfB Plauen dat de voorbije jaren maar een goede middenmoter was. Na een zevende plaats in 1934 degradeerde de club het daaropvolgende jaar. Hierna slaagde de club er niet meer in terug te keren naar de hoogste klasse. Na de Tweede Wereldoorlog werden alle Duitse voetbalclubs ontbonden. Plauener SuBC werd later niet meer heropgericht.

## Erelijst
Kampioen Vogtland
1924, 1925, 1927, 1928, 1929
Beker Midden-Duitsland
1932